# 植田訓央
植田 訓央（うえだ のりお、1933年3月3日 - 2002年2月）は日本の占星術師。大阪府大阪市天王寺区出身。

## 経歴
- カリカリ博士の愛称で知られていた[1]。
- 西成区天下茶屋を拠点に「スピカ破壊占星学」（欧米・インド占星術）を主宰。西洋占星術関連の著書も多数残している。

## 著書
- 現代占星学（大陸書房）
- 占星学ワークブック（魔女の家BOOKS）
- スピカ占星学（スピカ占星学研究所）